# 鄭廣元
郑广元（1910年—1994年）人，福州闽县（今福建省福州市鼓楼区），原名郑隤凯，又作郑广渊，郑孝胥长孙，郑禹之子。
郑广元自幼在祖父府中读书、习书法。中学毕业后，考入上海圣约翰大学建筑系，精通英文，得到溥仪师傅庄士敦赏识。1931年4月，溥仪为他和自己的二妹韞龢指婚。一年后，二人在新京（长春）成婚，郑广元成为二“额驸”。婚后，至旅顺度蜜月。经庄士敦推荐，夫妇赴英国，郑广元入伦敦大学攻读宪法。1934年，毕业后，遵照溥仪之意，带着两岁的女儿英才，告别庄士敦，经加拿大、美国、日本回到新京。郑广元出任满洲国外交部参事官。其祖父郑孝胥被日本罢去总理大臣职务。他也受祖父牵连，受到排斥。中华人民共和国成立后，成为北京市邮政局基建处土木工程师。1994年三月，郑广元去世。